# Azul no azul
Azul no azul (lett. "Blu in blu") è un cortometraggio diretto da Gianmarco Donaggio in collaborazione con il pittore portoghese Nelson Ferreira.

## Trama
'Blu in Blu' è un film che rompe la linearità narrativa, dove il significato e il concetto sottostanno alla forma cinematografica nel suo stato più semplice e puro; dinamismo e ritmicità. Gli autori attraverso il mezzo cinematografico invitano l’osservatore a cadere nelle svariate sfumature del blu. Questo colore funge da mezzo di rottura tra la qualità mimetica del fotografico nei confronti del reale e la necessità o espressività artistica di Ferreira nel dipingere le sculture dei giardini di MNAC in toni blu. Si tratta quindi di un film apparentemente al genere artistico / sperimentale, distante dalla documentazione, informazione, narrazione, o registrazione.

## Produzione
Il film è stato prodotto dal Museo Nazionale di Arte Contemporanea del Portogallo. Una seconda versione è stata creata per il Museo Nazionale Soares dos Reis per celebrare i 150 anni della scultura L'Esiliato di António Soares dos Reis.
Il film interpreta in forma cinematografica il processo pittorico della serie di "dipinti blu" di Ferreira, che l'artista ha completato per il MNAC di Lisbona. Come ha dichiarato il curatore del museo: "In questo ciclo di opere contemporanee si esprime la conoscenza di Nelson per i grandi maestri classici e la tradizione accademica". Di conseguenza, nella realizzazione di ''Azul no Azul'', Donaggio ha dovuto mettersi alla prova con l’interpretazione in forma visiva e cinematografica di tecniche pittoriche di elevata complessità utilizzate dal pittore.

## Distribuzione
Il film è stato presentato in anteprima ed esposto nel cinema del museo dal 29 luglio al 15 di settembre 2022. La seconda versione è stata proiettata al Museo Nazionale Soares dos Reis nell'inverno 2022/23
Nel Marzo 2023 il film è stato presentato alla prima Biennale d’arte di Alentejo.